# Mihail al VIII-lea Paleologul
Mihail al VIII-lea Paleologul (greacă Μιχαήλ Ε' Παλαιολόγος, Mikhaēl VIII Palaiologos, n. 1224, Imperiul de la Niceea – d. 11 decembrie 1282, Tracia, Bulgaria) a fost co-împărat între 1259 - 1261 al Imperiului de la Niceea și împărat al Imperiului Roman de Răsărit (Bizantin) între 1261 - 1282. A rămas celebru prin recucerirea Constantinopolului în 1261, după 57 de ani în care cetatea a fost sub stăpânirea Imperiului Latin de Constantinopol format de cruciada a patra.

## Originile și primii pași în politică
Întemeietorul ultimei dinastii bizantine, Mihail al VIII-lea, descindea din neamul Paleologilor, cunoscut de pe la mijlocul secolului al XI-lea. De-a lungul a două veacuri, Paleologii au reușit să intre în legături de rudenie cu aproape toate familiile imperiale din Bizanț, astfel încât noul basileu își zicea mândru pe numele deplin Mihail Ducas Angelos Comnenos Paleologos. Fiu al guvernatorului Thessalonicului, el frecventase din fragedă tinerețe cercurile aristocratice niceene și, fiind un om extrem de șiret, abil, știind să inspire - după împrejurări - și teamă, și dragoste, Mihail a dobândit o influență considerabilă încă în vremea domniei lui Ioan al III-lea Ducas Vatatzes. În 1252, în timpul campaniei lui Vatatzes în Tracia, s-a răspândit zvonul că Paleologul pune la cale o rebeliune. Întors de la jumătatea drumului, împăratul de atunci a poruncit să se facă o anchetă. Mitropolitul de Philadelphiei, Phocas, inamic notoriu al acuzatului, a sugerat ca acesta să fie supus probei focului. Însă Mihail a găsit, cu istețimea-i caracteristică, o soluție ingenioasă. Aceasta se cuvine să fie o încercare sfântă - le-a declarat el acuzatorilor -, iar eu sunt un om păcătos și nu pot face minuni. De altfel, a adăugat Paleologul, dacă sfântul mitropolit însuși îi va pune fierul încins în mână, el, Mihail, se va încumeta să-l ia. Phocas s-a grăbit să refuze o asemenea propunere, iar basileul, în curând, i-a retras acuzația, mulțumindu-se cu cuvântul de onoare al lui Mihail.

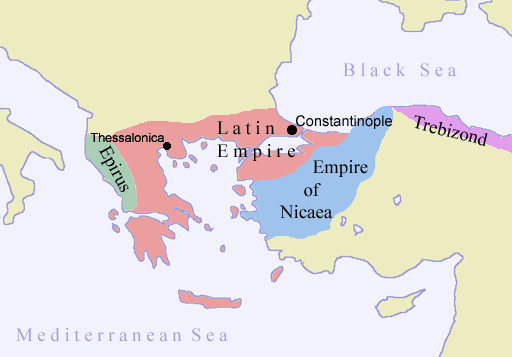
Imperiul de la Niceea și vecinii săi. Granițele desenate sunt aproximative.

În 1256, fiind numit eparh al capitalei, pe perioada absenței împăratului Teodor al II-lea Laskaris, Mihail a fugit pe neașteptate la turci, chipurile de teamă în fața amenințărilor împăratului la adresa lui. Basileul a fost nevoit să îi ofere în chip solemn garanția securității personale. Paleolog s-a întors, iar monarhul l-a ridicat la rangul de mare conostaulos. Pe patul de moarte, Theodor al II-lea le-a cerut înalților demnitari, între care și lui Mihail, să jure credință nevârstnicului Ioan al IV-lea Laskaris și tutorilor acestuia. Însă vicleanul Paleolog nu s-a ținut de cuvânt. După nimicirea tutorelui Georgios Mouzalon și a fraților acestuia (cei mai de seamă adversari ai săi), Mihail, de fapt, și-a concentrat nestingherit în mâinile sale puterea deplină. În toamna anului 1258, el era deja despot, iar, la începutul lui ianuarie 1259, patriarhul Arsenios Autoreianos îl încorona pe Mihail Paleologul pe tronul niceean.

## Obținerea tronului

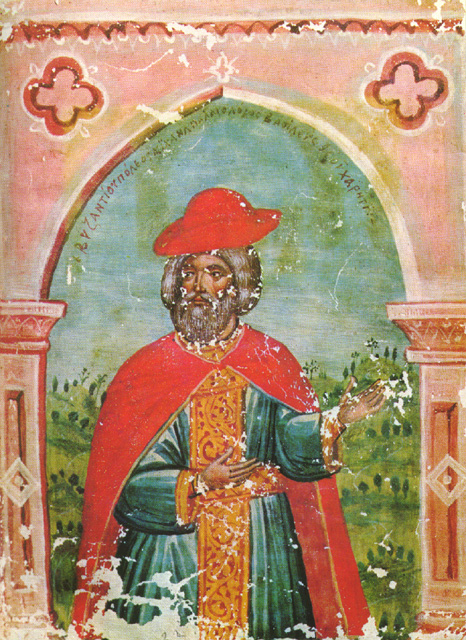
Mihail Paleologul

Proclamarea lui Mihail ca împărat n-a fost o întâmplare. El a tins cu perseverență spre putere, în plus a desfășurat o întreagă campanie electorală, promițând de toate tuturor: să înalțe Biserica; să îi împodobească pe cei mai vrednici demnitari cu titlurile cele mai mărețe; să asigure soluționarea corectă a tuturor proceselor în tribunale; să respecte, de asemenea, erudiția și pe oamenii învățați și să-i ridice deasupra altora; mai mult decât orice să iubească oștirea, și răsplata cuvenită soldaților (pronoia) - fie că au căzut în luptă, fie că au murit acasă - să o transmită copiilor acestora; să nu lase loc pentru calomnii, să desființeze duelurile în legătura cu aceasta, să desființeze și fierul (încins); iar viața cetățenilor să o pună la adăpostul unei păci lipsite de frică (potrivit descrierii cronicarului Georgios Pachymeres).
După ce a urcat pe tron, uzurpatorul a început să facă risipă de bani și pământuri, lingușind poporul simplu și mituind nobilimea. El a mărit pronoile și le-a declarat ereditare, făcând, astfel, pasul de la statul centralizat spre fărâmițare. Îndată după încoronare, Mihail al VIII-lea și-a căsătorit frații cu mirese nobile, "...ca prin căsătorii să atragă de partea sa familiile principalilor demnitari ai Imperiului... În ceea ce privește armata și poporul, el a stabilit pentru militari o soldă zilnică, a îndeplinit tot ce li se promisese în hrisoave... Iar poporul i-a făcut pe plac prin aceea că a deschis porțile închisorilor, i-a eliberat pe datornici de restanțele fiscale,... îi apăra pe năpăstuiți și i-a răsplătit cu mărinimia sa, încât, de cum se ivea o plângere împotriva cuiva, îndată era gata decretul imperial care poruncea să fie îndeplinită dorința petiționarului; deși, peste 2 ani, toate aceste decrete au fost anulate... Paleologul secătuia visteria cu amândouă mâinile și împrăștia cu risipă ceea ce fusese adunat cu zgârcenie." (potrivit lui Pachymenes).
Toate aceste măsuri au întărit întrucâtva poziția Paleologului, însă, pentru consolidarea definitivă pe tron, era nevoie de un război încununat cu izbândă.

## Politica externă
Ascensiunea lui Mihail Paleologul nu ținea numai de abilitatea lui extraordinară, ci și de tensiunea externă care cerea o guvernare solidă. Spre deosebire de tatăl său, Frederic al II-lea de Hohenstaufen, Manfred de Sicilia era dușman declarat al Imperiului de Niceea. Puterea crescândă a Imperiului bizantin care, după mijlocul secolului al XIII-lea, mergea către restaurare și redusese Imperiul latin la perimetrul urban al Constantinopolului, îl făcea pe Manfred să reia politica antibizantină a împăratului Henric al VI-lea și a regilor normanzi din Sicilia. Din anul 1258, el cucerea Corfu, apoi orașele cele mai importante de pe coasta Epirului: Dyrrachion, cucerit anterior de Theodor al II-lea Lascaris, precum și Avlona și Butrinto, care aparțineau despotului Mihail al II-lea al Epirului. Pentru despotul din această zonă, prietenia cu regele Siciliei însemna pierderea acestor orașe: Manfred, dându-i mâna fiicei sale, considera orașele cucerite drept dotă și încheia cu acesta o alianță împotriva Imperiului de Niceea. Un al treilea partener intra în ligă: Guillaume de Villehardouin, principele de Ahaia, care se căsătorea și el cu o fiică a lui Mihail al II-lea. Steaua prințului din Ahaia era atunci gata să urce: ducatul latin vecin al Atenei și triumviratul Eubeei îl recunoșteau ca suzeran. Tripla alianță găsea ajutorul puterii crescânde a regelui sârbilor, Uroș I.
Mihail al II-lea Angelos al Epirului, parcă ghicind dorința omonimului său bizantin, a organizat această coaliție antiniceeană și i-a oferit basileului pretextul pentru începutul unui conflict deschis. Situația politică externă, în acea vreme, era în mod evident favorabilă Niceei. Împăratul Constantinopolului, Balduin al II-lea, care se temea, deopotrivă, de armata Niceei și de cea a Epirului, păstra neutralitatea. Cu turcii, Paleologul a încheiat, la început, un tratat de prietenie, iar mai apoi chiar l-a adăpostit la Niceea pe sultanul de Iconion, care fugise cu visteria, haremul și slugile sale din fața revoltelor supușilor și a ocupației mongole. Basileul nu a scăpat nici prilejul să se asigure de sprijinul grecilor influenți din Constantinopol, împărțindu-le, în speranța cuceririi apropiate a orașului, bani și hrisoave cu diverse promisiuni.
În primăvara anului 1259, sebastocratorul Ioan Paleologul, fratele împăratului, a dat o puternică lovitură posesiunilor de nord-est ale despotului Epirului. Îmbinând acțiunile militare cu intrigile diplomatice împotriva Epirului, Paleologul și-a atins scopul principal: alianța creată de Angelos a început să se clatine din ce în ce mai puternic. Toamna, când armatele celor doi Mihaili s-au întâlnit lângă Pelagonia (în Macedonia) pentru bătălia decisivă, în rândurile adversarilor niceenilor domneau discordia și neîncrederea reciprocă. Istovite de cionirile cu cavaleria sebastocratului Ioan și ademenite de sclipirea aurului dușmanului, trupele lui Angelos au pierdut lupta înainte de începutul ei. Mihail al II-lea și fiul său, Nikephor, au fugit de pe câmpul de luptă, fără să mai aștepte deznodământul; Ioan de Thessalia, fiul nelegitim al despotului și vlahii săi nici nu au apucat să intre în luptă. Pentru grecii vicleni au trebuit să suporte consecințele aliații franci. Cavalerii regelui Siciliei, Manfred, și călărimea grea a lui Guilaume de Villehardouin, principele Ahaiei, au avut un sfârșit lipsit de glorie, iar comandantul lor, principele Guillaume, a căzut prizonier. La sfârșitul anului, niceenii au ocupat Arta, capitala despotatului. Cruzimea lor a provocat o puternică răscoală populară: în curând, Mihail al II-lea a redobândit Arta, însă tratatul de pace încheiat de el cu Paleologul a fost extrem de dezavantajos pentru Epir.

## Recucerirea Constantinopolului
După ce s-a răfuit cu principalul său dușman extern, Mihail al VIII-lea a început să se gândească serios la cucerirea Constantinopolului. În primăvara anului 1260 a fost efectuată o recunoaștere, iar soldații lui au ocupat Selymbria. Teritoriul trac al Imperiului latin putea fi cuprins cu privirea de pe turnurile capitalei lui, însă Paleologul, precaut, nu s-a încumetat să întreprindă un asalt și s-a retras în Asia Mică.
Dorind să își asigure supremația pe mare, Mihail a încheiat un acord cu principalul concurent al Veneției, anume cu Genova. La 13 martie 1261 era semnat memorabilul tratat de la Nymphaion, care "proclama" supremația genovezilor în orient, similar celui din 1082 pentru Veneția. Genovezii se angajau să acorde ajutor armat Imperiului pe timp de război; acesta le acorda privilegii extrem de extinse: exceptarea de la impozite și taxe în tot imperiul, fiindu-le asigurate colonii în toate porturile importante ale imperiului. De flota italiană nu a mai fost nevoie, însă colonia genoveză a fost totuși întemeiată, ulterior, la Galata și, timp de două secole, a influențat existența Bizanțului restaurat, amestecându-se în politica acestuia, iar, uneori, chiar luptând împotriva Imperiului.
În vara anului 1261, basileul grecilor l-a trimis pe comandantul său de oști, cezarul Alexios Strategopulos, cu 800 de arcași călări cumani, ca să execute o manevră militară în apropierea zidurilor Constantinopolului. Strategopulos a aflat de la localnici că noul podesta venețian, a sosit de curând în oraș, că i-a convins pe latini să facă o incursiune pe insula Daphnusion, una dintre posesiunile împăratului niceean, și că în Constantinopol nu sunt trupe. În noaptea spre 25 iulie, patrioții din oraș i-au condus pe ascuns, prin trecerile din zidurile dărăpănate ale orașului pe câțiva soldați de ai lui Alexios. În zori, straja de la poarta Pege a fost nimicită fulgerător de către aceștia și detașamentul niceean a pătruns în întregime în Constantinopol. Când au primit știrea despre evenimentele din capitală, Balduin al II-lea și venețienii au căutat să scape refugiindu-se în Eubeea. Strategopulos, fiind conștient de slăbiciunea forțelor sale și dorind să evite lupta, a incendiat casele catolicilor. Armata latină s-a aruncat să-și salveze averea din locuințele în flăcări, fără a se mai gândi la o rezistență organizată. Femei și copii, îmbrăcați pe jumătate, au alergat, îngroziți, spre port, sub protecția corăbiilor sosite. Niceenii nu i-au împiedicat să ajungă la vase, pentru ca aceia să se îmbarce și să plece încotro ar vrea. Uitându-și însemnele - diadema și spada, printre primii a părăsit orașul însuși împăratul Balduin.
Mihail Paleologul se afla atunci în castelul său, Meteorion. Împăratul dormea, când sora lui, Eulogia, a intrat în fugă în iatac, strigând: "Stăpâne! Ai luat Constantinopolul! Christos ți-a trimis în dar Constantinopolul!"
La 15 august 1261, basileul a intrat solemn în străvechea capitală prin Poarta de Aur, iar în curând s-a încoronat ca autocrator al romeilor în catedrala Sfânta Sofia. Restaurarea Imperiului Bizantin, indisolubil legat de Constantinopol, pentru toți grecii, s-a înfăptuit. Senatul i-a conferit lui Alexios Strategopulos, pentru un an întreg, dreptul de a cere onorurile care se acordau împăratului. În țară domnea exaltarea. Însă cei mai perspicace erau dezolați, zicând că, tocmai acum, totul este pierdut. Și, oricât ar părea de straniu, aceștia din urmă au avut dreptate. Paleologii au scos din nou la lumina zilei ideile universaliste, care zăceau în uitare, însă povara Imperiului "ocrotit de Dumnezeu" al romeilor, stăpânitorul lumii, s-a dovedit a fi peste puterile Bizanțului restaurat.
Constantinopolul oferea o priveliște deplorabilă. Nimic altceva decât o întindere a distrugerii, plină de sfărâmături și ruine, - scria, mai târziu, Nikephor Gregoras. Orașul, într-un trecut nu prea îndepărtat, cel mai mare între orașele creștine, zăcea în paragină: suprafețe imense în interiorul zidurilor s-au acoperit cu iarbă, vitele pășteau în voie, iar locuitorii creșteau legume pe locul străzilor și piețelor aglomerate odinioară. Populația capitalei s-a redus la câteva zeci de mii de oameni. Totodată, la scara Europei de atunci, Constantinopolul rămânea unul dintre orașele ei cele mai mari. Însă restaurarea capitalei, spre care s-au îndreptat, urmând curtea niceeană, descendenții celor izgoniți de latini, a necesitat cheltuieli colosale din partea lui Mihail al VIII-lea. Nomisma celui dintâi Paleolog conținea mai puțin de două treimi de aur. Impozitele percepute de la polulatia rurală au crescut și, în 1262 deja, drept răspuns, a izbucnit o revoltă țărănească în Bithynia. Politica internă a Paleologilor (care au distrus rapid mult din ceea ce realizaseră predecesorii lor din dinastia Laskaris), începând de la primul reprezentant al acestei dinastii, secătuia inexorabil statul grec.
Dominația latină lăsase urme profunde. Orașele maritime italiene dețineau stăpânirea asupra apelor bizantine, coloniile lor erau răspândite de-a lungul întregului imperiu, cea mai mare parte a insulelor din bazinul oriental al Mediteranei fiindu-le supuse. Grecia se găsea în continuare sub dominație latină, iar despotatul de Epir, sub autoritate grecească, era, ca și Thessalia, departe de tentativa de unificare, fiind ostil ideii de restaurare a Imperiului bizantin. Nordul Peninsulei Balcanice se afla în mâinile a două regate slave, al bulgarilor și al sârbilor. Este adevărat că nici una dintre aceste puteri nu era în stare să lanseze o acțiune de mare anvergură asupra Bizanțului, dar erau pregătite să acorde ajutor unei acțiuni occidentale îndreptate împotriva Bizanțului.
După cucerirea Constantinopolului, coalițiile antibizantine au căpătat contur nu numai în Balcani, ci și în toată Europa catolică. 
Chiar și aliatul recent al grecilor, podesta-ul genovez Guercio, încerca să stabilească legături cu cel mai înverșunat dușman al Imperiului, regele Siciliei, Manfred, drept pentru care basileul a poruncit să fie izgoniți din capitală, pentru trei ani, toți italienii. Nu a renunțat la intrigi nici despotul Epirului, care recunoscuse, de formă, în 1265, suzeranitatea Imperiului.
Guvernarea lui Mihail al VIII-lea avea două sarcini: măsurile diplomatice contra planurilor de atac occidentale și restabilirea dominației bizantine în vechile teritorii bizantine prin eliminarea despotatului de Epir și a latinilor din Grecia. Centrul planurilor de atac împotriva Bizanțului era Sicilia: sub Carol I de Anjou, ca și sub Manfred, realațiile cu regatul Siciliei vor constitui axa politicii lui Mihail al VIII-lea, de-a lungul întregii sale domnii. Planurile de cucerire ale Siciliei nu puteau avea eficacitate reală decât dacă papa le-ar fi acordat ajutorul și de aceea Mihail al VIII-lea Paleologul încerca să împiedice coalizarea regatului Siciliei cu Roma. Opinia romană se arată la început ostilă Imperiului Bizantin restaurat: papalitatea nu putea să se acomodeze cu ideea Constantinopolului pierdut de Biserica romană și a unui imperiu grecesc schismatic, luând locul Imperiului latin. Urban al IV-lea începea prin a acorda ajutor moral cruciaților din Grecia în lupta împotriva Bizanțului și a-i excomunica pe genovezii care nu renunțau la alianța lor cu împăratul bizantin. Dar vechea aversiune a Romei contra Hohenstaufenilor însemna o piedică între papalitate și regele Manfred. Departe de a ajuta planurile de cucerire ale lui Manfred, Urban al IV-lea încerca să pună capăt dominației Hohenstaufenilor în Italia de Sud și propunea regatul Siciliei lui Carol de Anjou, fratele regelui Franței. Exploatând opoziția dintre Roma și Hohenstaufeni, Mihail al VIII-lea, prin promisiunile de uniune, reușea să provoace papei o schimbare de opinie.
La început, împăratul părea să se găsească într-o poziție foarte favorabilă în fața Greciei france, dat fiind că Guillaume al II-lea Villehardouin fusese făcut prizonier în bătălia de la Pelagonia. Mihail al VIII-lea putuse să-i dicteze condițiile sale înainte de a prelua puterea - către sfârșitul anului 1261: Guilaume al II-lea presta împăratului bizantin jurământul de omagiu, primea titlul de mare domestic și trebuia să cedeze Bizanțului teritoriile Monemvasia, Mistra, Maina și Hierakion. Dar Villehardouin nu-și va ține prea mult jurământul. El obținea de la papa dispensarea de jurământul prestat Constantinopolului. El găsea ajutor eficace pe lângă republica Veneției, puterea adversă a Imperiului bizantin restaurat, ale cărei interese erau puternic legate de Imperiul latin, creația sa, și de alianța între bizantini și genovezi. Războiul izbucnea și Mihail al VIII-lea trimitea în Peloponez o armată ce număra 5.000 de mercenari selgiucizi sub comanda fratelui său, sebastocratorul Constantin, începând ofensiva rapidă și victorioasă a bizantinilor. În același timp, o flotă bizantino-genoveză ataca insulele latine. Simultan, războiul era purtat în Epir și în Bulgaria. Intervenind în dificultățile interne bulgare, Mihail al VIII-lea cucerea, în anul 1262, porturi importante pe coasta occidentală a Mării Negre: Anchialos și Mesembria (astăzi, Nesebăr), extinzându-și teritoriul către interior în defavoarea Bulgariei. În Epir, cuceritorul Constantinopolului, Alexios Strategopulos, nu era mai fericit în operațiunile sale de început din 1260. Dar fratele împăratului, despotul Ioan Paleologul, repurta în vara anului 1264 o victorie importantă și-l constrângea pe despotul Mihail al II-lea să facă pace și să recunoască suveranitatea împăratului. Fiul lui Mihail al II-lea, despotul Nikephor I, inițial căsătorit cu o fiică de-a lui Theodor al II-lea Laskaris, se căsătorea cu o nepoată a lui Mihail al VIII-lea.
Luptele din Grecia de Sud, după succesele de debut, luau o turnură nefavorabilă. Războiul era prea lung, banii lipseau și trupele auxiliare turcești, a căror soldă nu fusese plătită regulat, amenințau să treacă de partea latinilor. Bizantinii, care păruseră învingători, vor suferi o gravă înfrângere la Makri-Plagi, în 1264, retrăgându-se. Pe de altă parte, aliații imperiului fuseseră înfrânți pe mare; în primăvara anului 1263, flota genovezilor fusese învinsă de venețieni în fața orașului Settepozzi. Acest eveniment îl determina pe împărat să-și modifice atitudinea cu privire la republicile maritime italiene; el denunța alianța cu genovezii (care costa scump imperiul și nu-i adusese avantajele scontate), alunga din porturi navale genoveze și deschidea negocieri cu republica Veneției, mai puternică în acel moment. La 18 iunie 1265, un tratat cu Veneția era încheiat, venețienii obținând din nou privilegii mai extinse în imperiu. Dar ruptura cu genovezii nu era decât una trecătoare. Dat fiind că venețienii amânau ratificarea tratatului, Mihail al VIII-lea relua relațiile cu genovezii. Genovezii, cărora venețienii le administraseră încă o înfrângere (1266), vor primi cu bucurie cererea împăratului. Ei obțineau din nou libertatea comerțului în întregul imperiu și stăpânirea unui cartier în suburbia constantinopolitană Galata, pe Cornul de Aur. Ei vor rămâne aici până la cucerirea turcească și Galata va deveni o înfloritoare casă de comerț genoveză. Reintegrarea genovezilor în Bizanț punea capăt ezitărilor venețiene, iar la 4 aprilie 1268 era ratificat tratatul dintre Bizanț și Veneția; tratatul era valabil numai pe durata a 5 ani; Veneția practica un nou sistem de acorduri pe scurtă durată și revocabile. Contrar politicii urmărite până atunci, care lega unilateral Bizanțul de una dintre cele două republici maritime și se făcea dușmanul celeilalte, alianța simultană cu genovezii și venețienii constituia un câștig în măsura în care diminua pericolul unei coaliții, fie a flotei genoveze, fie a celei venețiene, cu puterile occidentale ostile Bizanțului, dând posibilitatea împăratului de a continua exploatarea rivalității republicilor maritime italiene.
În occident se produc mari evenimente. Contele de Provence, Carol I de Anjou, răspunzând apelului papei, sosise în Italia și luase locul lui Manfred, care-și pierdea în 26 februarie 1266 regatul și viața în lupta de la Benevento. Pentru Imperiul bizantin, noul rege al Siciliei și al Neapolelui era un dușman mai periculos (Hohenstaufen era un dușman al papei, Angevinul era, din contră, protejatul său, de unde pericolul acut al planurilor de agresiune contra Bizanțului, ajutate de Roma). Carol de Anjou semnase la 27 mai 1267 la Viterbo un tratat de prietenie și un aranjament asupra viitoarei împărțiri a Imperiului bizantin cu împăratul latin alungat din Constantinopol, Balduin al II-lea; un mariaj între fiica lui Carol, Beatrice, și fiul lui Balduin, Filip, trebuia să încheie alianța. Carol de Anjou va ocupa Grecia, asigurându-și posesiunile epirote ale lui Manfred și ajutorul lui Guillaume Villehardouin. Prințul Ahaiei, ale cărui forțe se epuizaseră în lupte cu trupele bizantine, devenea suzeranul lui Carol I de Anjou (el își căsătorea fiica moștenitoare, Isabelle, cu fiul lui Carol de Anjou). Regele Siciliei găsea și alți aliați, căci împăratul bizantin număra și alți inamici. Serbia și Bulgaria aveau motive politice și dinastice care pledau pentru intrarea suveranilor slavi din sud în frontul antibizantin: țarul bulgarilor, Constantin Tich, era fratele vitreg al lui Ioan Lascaris, detronat de Mihail al VIII-lea, iar regele sârbilor, Uroș I, se căsătorise cu o prințesă franceză și vedea în alianța cu Carol de Anjou cel mai bun mijloc de a-și realiza planurile de expansiune în detrimentul Bizanțului. Poziția lui Carol I de Anjou în Italia era definitiv consolidată și el începea să trimită bani și trupe în Ahaia.
Imperiul bizantin se găsea într-o situație extrem de dificilă, dar nu-și pierdea speranța de a-l atrage pe papa Clement al IV-lea de partea sa, înclinînd către începerea de noi negocieri asupra uniunii. Roma viza lichidarea schismei grecești, eliberarea Țării Sfinte și nu cucerirea Imperiului bizantin, așa cum făcea regele Siciliei. Evenimentele din 1204 arătaseră că simpla ocupare a Imperiului bizantin nu servise cu nimic cauzei unirii Bisericilor. O politică orientală clarvăzătoare a Romei nu putea să se identifice cu planurile de cucerire ale lui Carol I de Anjou și dacă Clement al IV-lea dorea să sprijine la început aceste planuri, el o făcea cu intenția de a exercita o presiune asupra împăratului bizantin și de a-l forța la o supunere ecleziastică, pentru a ajuta la victoria politicii romane și nu la cea angevină. La moartea lui Clement al IV-lea (1268) și de-a lungul perioadei următoare, Mihail al VIII-lea Paleologul găsea susținere pe lângă regele Franței. Căci Ludovic al IX-lea cel Sfânt nu aspira mai puțin decât papii să-i alunge pe străini din Țara Sfântă și să încheie pace cu creștinii dezbinați. Carol de Anjou se alătura în timpul verii anului 1270 cruciadei împotriva Tunisului (din moment ce acțiunea proiectată contra Bizanțului se oprise într-un moment decisiv). În septembrie 1271, perioada de stagnare a asediului roman se sfârșea și, în ciuda eforturilor contrare ale lui Carol I de Anjou, italianul Grigore al X-lea urca pe tronul pontifical. Campion al ideii de cruciadă și de uniune, Grigore al X-lea nu simpatiza planurile de cucerire ale lui Carol I de Anjou. Uniunea cu grecii trecea mai mult decât oricând în centrul politicii orientale a papalității.
În timpul absenței lui Carol de Anjou, partizan al cruciadei, situația Greciei france evolua în avantajul bizantinilor, care vor reuși să-și consolideze din nou poziția în Peloponez. Dar cruciada din Tunis nu era decât un scurt episod; puțin după sosirea sa în Africa, Ludovic al IX-lea murea și Carol de Anjou recâștiga Sicilia, după un scurt război victorios. Noi trimiteri de trupe în Moreea, în cursul anilor 1271-1272 vor opri înaintarea bizantinilor.
Mihail al VIII-lea Paleologul neutraliza influența lui Carol I de Anjou în țările grecești și slave din Balcani prin alianțe dinastice. Statul grec occidental fusese dezmembrat după moartea despotului Mihail al II-lea (1271), conducerea Epirului trecea moștenitorului legitim, despotului Nikephor (căsătorit cu nepoata împăratului bizantin); Thessalia aparținea lui Ioan, fiul nelegitim al lui Mihail al II-lea (împăratul acorda acestuia din urmă titlul de sebastocrator și o căsătorea pe fiica lui Ioan cu nepotul său, Andronic Tarchaniotes). Suveranul Thessaliei devenea curând dușmanul cel mai aprig al imperiului și Tarchaniotes făcea cauză comună cu Ioan. Realizarea unei înțelegeri între Bizanț și regatul grec separatist era dificilă, cu atât mai mult cu cât anexarea acestui regat constituia un obiectiv esențial al împăratului. Planurile de recucerire ale împăratului bizantin comportau o apropiere de regatele slave. Micile regate grecești și latine din Balcani, ca și țările din sud trebuiau să intre în imperiul recucerit; aceasta rezultă din importanta ordonanță a politicii ecleziastice din anul 1272, prin care Mihail al VIII-lea dorea să retragă autocefalia Bisericilor sârbe și bulgare și, urmând exemplul lui Vasile al II-lea, de a supune Bisericile slave din sud arhiepiscopiei grecești din Ohrida. Alianța matrimonială cu Serbia nu se concretiza, deși negocierile erau foarte înaintate. Mihail al VIII-lea reușea să se alieze cu Ungaria și să creeze o contrapondere Serbiei, aliată cu Carol I de Anjou. Moștenitorul tronului bizantin, Andronic, se căsătorea cu fiica regelui Ungariei, Ștefan al V-lea, el era încoronat împărat în noiembrie 1272, primind cu această ocazie drepturi foarte extinse. În Bulgaria, tensiunea părea să se estompeze după moartea în 1270 a țarinei Irena Lascaris, țarul bulgarilor, Constantin, căsătorindu-se cu o nepoată de-a împăratului, Maria (sora soției despotului de Epir). Dar Mihail al VIII-lea, neredându-i țarului bulgarilor porturile Anchialos și Mesembria, devenite posesiuni bizantine în 1262, promise ca dotă, războiul izbucnea în anul 1272 și bulgarii vor intra în teritoriul bizantin. Sub presiunea tătarilor, ei trebuiau să se retragă și să renunțe la orașele aflate în litigiu.

## Implicarea tătarilor
Marii factori politici erau constituiți în această epocă în Orient de către tătarii din Hoarda de Aur în sudul Rusiei, de mongolii hanului Hulagu în Asia Mică și de mamelucii din Egipt. Mongolii din Rusia și din Asia Mică nu constituiau o unitate, căci din anul 1259 o separare s-a produs între ei. În anul 1260, mongolii, care cuceriseră în 1258 orașul califal Bagdad și își extinseseră dominația în întreaga Asie Mică, din India până la Marea Mediterană, vor suferi o gravă înfrângere în fața mamelucilor din Egipt. Mamelucii deveneau stăpânii Egiptului în 1250 și înlocuiau dinastia ayyubită prin dinastia lor, care va domni în Egipt până în secolul al XVI-lea. Începând de acum, „rudele” lor din sudul Rusiei vor veni către ei în număr mare, ceea ce-i punea pe mameluci în strânsă legătură cu Hoarda de Aur. Cheia mării aparținea Bizanțului, mamelucii și mongolii din sudul Rusiei neputând să ajungă la o înțelegere cu împăratul bizantin: o ilustrare ce redă rolul bizantinilor în politica mondială. Această înțelegere avea împotrivă relațiile amicale pe care Mihail al VIII-lea le întreținea cu mongolii din Asia Mică, căci prietenia lui Hulagu îi furniza un mijloc de presiune asupra sultanatului vecin de Ikonion.
Tătarii din Rusia de sud, aliați cu bulgarii, vor lansa în 1264 o teribilă ofensivă împotriva Imperiului bizantin, armata bizantină suferind o înfrângere grea, iar Mihail al VIII-lea văzând câmpia tracă distrusă. Tătarii vor face în 1271 o nouă incursiune devastatoare, la apelul lui Ioan din Thessalia și Andronic Tarchaniotes. Aceste incursiuni și dificultățile bulgare vor face ca Mihail al VIII-lea să decidă reglarea relațiilor cu tătarii din Rusia de Sud. El încheia în anul 1272 un tratat de prietenie cu marele comandant al armatei tătare, Nogai, care exercita o influență dominantă în Hoarda de Aur, reușind să paralizeze orice acțiune ostilă a bulgarilor împotriva Bizanțului (împăratul îi dădea ca soție pe fiica sa naturală, Eufrosina, trimițându-i cadouri bogate). Din acest moment, relațiile împăratului bizantin cu Hoarda de Aur, ca și cu mamelucii nu mai erau tulburate, schimburile de ambasade multiplicându-se între Bizanț și Egipt. În jurul puterilor antibizantine, Mihail al VIII-lea desena un cerc mai vast care trebuia să contracareze pe dușmanii imperiului: ca și mongolii lui Hulagu asupra sultanatului de Rum, tătarii lui Nogai exercitau acum o presiune asupra Bulgariei; sârbii aveau în spate pe ungurii aliați cu împăratul; cât despre Carol de Anjou, marele dușman al Imperiului Bizantin, papalitatea, animată de speranța uniunii, îl reținea să atace Imperiul Bizantin.

## Unirea cu Roma
Dar după mai mult de zece ani, Mihail al VIII-lea tergiversa cu Roma despre promisiunile de uniune, dar Grigore al X-lea dorea ceva mai mult. El îl punea pe împărat în fața alternativei unui da sau unui nu: în cazul unei supuneri ecleziastice, el dădea toate asigurările puterilor catolice, iar în caz contrar, el se declara împotriva clanului lui Carol de Anjou. Papa Grigore al X-lea profita de ocazia scadenței tratatului bizantino-venețian pentru a exercita o presiune foarte puternică asupra lui Mihail al VIII-lea: el recomanda venețienilor să nu reînnoiască tratatul cât timp uniunea nu era realizată.
În același timp, Carol de Anjou făcea toate eforturile pentru a atrage Veneția în cadrul coaliției antibizantine. De asemenea, el desfășura cea mai mare activitate în Balcani, încheind un tratat de prietenie cu suveranul Thessaliei și trimitea în Moreea în cursul anului 1273 efective numeroase. În Albania, poarta Bizanțului, el "pusese piciorul" solid, partea catolică a țării recunoscându-l drept stăpân. El încheia alianțe cu Serbia și Bulgaria; în 1273, primea la curtea sa trimiși ai țarului și ai regelui sârb. Toți dușmanii imperiului: latinii și grecii, slavii și albanezii, se vor coaliza sub conducerea lui Carol I de Anjou, care, aliat și înrudit cu împăratul titular al Constantinopolului, ca și cu stăpânul Greciei france, dorea coroana imperială a Bizanțului.
Temându-se de o nouă cruciadă, Mihail al VIII-lea a decis să accepte unirea cu Biserica catolică. La 6 iulie 1274, ambasadorul basileului la curtea papei Grigore al X-lea, Georgios Acropolites, a rostit, la conciliul din Lyon, simbolul catolic al credinței: Credo. În fapt, această unire reprezenta doar un șir de concesii făcute papalității. Patriarhul Iosif I Galesiotes a refuzat categoric să o sancționeze, fiind susținut de cea mai mare parte a clerului. Drept răspuns, împăratul a recurs la teroare. Cel mai prestigios teolog din vremea aceea, chartophylax-ul Ioan Bekkos, și mulți înalți demnitari ai statului și ai bisericii, chiar rude ale împăratului, au fost aruncați în temnițe. Unii, după o vreme petrecută în celulă, au căzut de acord să-și schimbe convingerile. Printre acești nou convertiți s-a pomenit și Bekkos, pe care împăratul l-a ridicat, în curând, la rangul de patriarh.
Sub presiunea papală, Carol I de Anjou trebuia să renunțe la acțiunea de cucerire pe care o proiectase contra Bizanțului și să se angajeze într-o suspendare a pregătirilor până la 1 mai 1276. În martie 1275, Veneția își reînnoia tratatul cu împăratul bizantin, pe o durată de numai 2 ani.
Bizanțul, care se găsea într-o poziție defensivă, relua inițiativa și trecea la atacul din toate părțile. Conciliul de la Lyon era în desfășurare, când trupele angevine erau cantonate în apropierea Albaniei. Bizantinii vor cuceri poziții importante în Berat și Butrinto și vor începe asediul Dyrrachionului și Avlonei. În 1275, împăratul îl trimitea pe Ioan, fratele său, în fruntea unei armate împotriva Thessaliei, care devenise sub sebastocratorul Ioan Angelos un centru ostil împăratului. Campania debuta prin victorii și conducea trupele imperiale până sub zidurile capitalei thessaliene Neopatrai. A doua campanie împotriva Thessaliei din anul 1277 avea același rezultat negativ (prima fusese respinsă datorită ajutorului dat de ducatul franc al Atenei).
Împăratul înregistra mari succese pe mare. Operațiunile navale ale italianului Licario, ridicat la rangul de megaduce (megadux), erau încununate de succes începând din 1276: Eubeea și un mare număr de insule din Marea Egee vor cădea în mâinile sale; flota bizantină reocupa stăpânirea Mării Egee. O schimbare importantă se producea în Peloponez; prin moartea lui Guillaume al II –lea de Villehardouin (1278), principatul Moreei trecea sub autoritatea directă a lui Carol I de Anjou, marcând o slăbire a puterii france. Dificultățile, împotriva cărora Gullaume al II-lea luptase deja, se vor accentua și guvernatorii lui Carol de Anjou erau depășiți; țara era epuizată de războaie interminabile și populația greacă se revolta împotriva dominației străine a latinilor. Aceste conjuncturi le vor permite bizantinilor să-și extindă teritoriul până în Arcadia, ceea ce, mai ales după succesele repurtate în arhipelag, reprezintă o importantă consolidare a poziției imperiului.
În Imperiul bizantin ameliorarea situației externe se făcea cu prețul unei grave dezordini interne. Societatea bizantină a respins aproape unanim încercarea de unire cu "schismaticii", a căror stăpânire era încă atât de vie în amintire. Năzuințele religioase ale lui Mihail al VIII-lea au fost susținute doar de o mică parte a intelectualității. Represiunile stârneau ura poporului față de patriarhul Bekkos și față de împărat- "al doilea Iulian". Au început tulburări și exodul populației din capitală. Biserica catolică, la rândul ei, nu și-a îndeplinit obligațiile asumate, în ceea ce privea încetarea campaniei antibizantine în Occident și a ațâțării urii față de Imperiul grec. În consecință, către începutul anilor 1280, și Mihail al VIII-lea a pus capăt încercărilor de implantare a "unității". Clerul occidental l-a acuzat imediat pe împărat de eșecul unirii, iar papa Martin al IV-lea l-a excomunicat în 1281, de această dată, din sânul Bisericii catolice, și a lansat fățiș o chemare la cruciadă împotriva Bizanțului.
La acel moment, acțiunile militar politice ale Paleologului stabilizaseră, întrucâtva, situația Imperiului. El a reușit să recucerească insulele Naxos, Kos, orașul Karystos, a ocupat înălțimile Peloponesului din apropierea Monemvasiei, Mistra. În [[12, grecii au câștigat încă un război cu familia Angelos și au încheiat o alianță cu Bulgaria. Însă coaliția antibizantină, care cuprindea Roma, Neapole și Veneția, condusă de papa și de regele Siciliei, Carol I de Anjou, a luat totuși ființă. Deși, încă în 1281, armata comandantului de oști angevin, Rousseau de Sully, fusese alungată din Tracia de marele domestic Mihail Tarchaniotes, la începutul anilor 1280 se crease o situație dramatică. Însă Mihail al VIII-lea, politician abil, a reușit să-i asigure Bizanțului un aliat foarte puternic în persoana regelui Aragonului, Pedro al III-lea. Răscoala populară din sudul Italiei, izbucnită la 31 martie 1282, nu fără influența Aragonului, cunoscută sub numele "Vecerniile siciliene", care s-a sfârșit cu zdrobirea și izgonirea Angevinilor, l-a lipsit pe Carol de posibilitatea amestecului în afacerile din Balcani.
Împăratul și-a măritat două fiice nelegitime cu cârmuitorii tătari Abaqa și Nogai, contând pe ajutorul posibil al vreunuia dintre ei (Abaqa și Nogai erau dușmani), adus bizantinilor. Într-adevăr, detașamentele mongole au luptat adesea în componența armatei lui Mihail.
Succesele evidente, obținute în politica externă de Imperiu, în timpul domniei lui Mihail al VIII-lea, au dus, spre sfârșitul domniei lui, la un faliment financiar deplin. Prețul plătit pentru renașterea "Marelui Bizanț" s-a dovedit prea greu. Asia Mică a ajuns, în două decenii, la un grad de sărăcie catastrofal; categoria akriților, copleșită de impozite, a încetat, de fapt, să mai existe; războaiele din Europa au mistuit armatele imperiale, iar sistemul de apărare a hotarelor, creat de dinastia Laskaris, s-a prăbușit. Turcii cucereau regiuni ale Asiei Mici cu pierderi infime pentru ei, iar uneori, pur și simplu, colonizau teritoriile rămase pustii. Granița răsăriteană se mișca vertiginos spre apus.

## Ultimii ani de viață
La bătrânețe, Mihail al VIII-lea s-a transformat într-un tiran crud și suspicios. Pentru cele mai diverse acuzații, adesea absurde, își pierdeau viețile curtenii, ba chiar și cetățenii de rând. Euforia restaurării Imperiului trecuse, în capitală domnea ruina și foametea. Locul admirației față de împărat a fost luat de ură. Când, la 11 decembrie 1282, basileul, care se afla în Tracia cu armata, pornită la un nou război cu latinii, s-a săvârșit din viață, fiul lui, Andronic, temându-se de dezordini, nici n-a îndrăznit să-i organizeze tatălui său funeralii solemne.